# Кастилия-Ла-Манча
Касти́лия-Ла-Ма́нча (исп. Castilla-La Mancha) — автономное сообщество в центре Испании. Столица — город Толедо.

## География
Территория — 79 463 км² (3-е место). На юге граничит с Андалусией, на юго-востоке — с Мурсией, на востоке — с Валенсией, на севере — с Кастилия-Леоном и Арагоном, на западе — с Мадридом и Эстремадурой. Не имеет выхода к морю.

## Демография
Население — 2 113 506 чел. (9-е место; данные 2011 г.).

## Административное устройство
Автономное сообщество включает пять провинций:

Провинции Кастилии-Ла-Манча

| Провинция    | Адм. центр   | Население, чел. (2011) | Площадь, км² | Комарки | Кол-во муниципалитетов |
| ------------ | ------------ | ---------------------- | ------------ | --- | ---------------------- |
| Альбасете    | Альбасете    | 402 837                | 14 926       | Льянос-де-Альбасете, Кампос-де-Эльин, Ла-Манча-дель-Хукар-Сентро, Ла-Манчуэла, Монте-Иберико-Корредор-де-Альманса, Сьерра-де-Алькарас-и-Кампо-де-Монтьель, Сьерра-дель-Сегура | 87                     |
| Сьюдад-Реаль | Сьюдад-Реаль | 530 250                | 19 813       | Валье-де-Алькудия, Кампо-де-Калатрава, Ла-Манча, Монтес, Кампо-де-Монтьель, Сьерра-Морена                                                                                     | 102                    |
| Куэнка       | Куэнка       | 219 138                | 17 141       | Ла-Алькаррия, Ла-Манча, Манчуэла-Конкенсе, Серрания-Алта, Серрания-Медия-Кампичуело и Серрания-Баха                                                                           | 238                    |
| Гвадалахара  | Гвадалахара  | 259 537                | 12 167       | Ла-Алькаррия, Кампинья-де-Гвадалахара, Сеньорио-де-Молина-Альто-Тахо, Ла-Серрания                                                                                             | 288                    |
| Толедо       | Толедо       | 711 228                | 15 370       | Ла-Кампана-де-Олопеса, Ла-Хара, Манча-Альта-де-Толедо, Меса-де-Оканья, Ла-Сагра, Монтес-де-Толедо, Сьерра-де-Сан-Висенте, Талавера-де-ла-Рейна, Толедо, Торрихос              | 204                    |

## Достопримечательности
- Ветряные мельницы (Molinos de Castilla la Mancha).
- Кафедральный собор Девы Марии в Толедо (Catedral de Santa Maria de Toledo).
- Кафедральный собор Святой Марии и Святого Юлиана в Куэнке (Catedral de Santa María y San Julián de Cuenca).

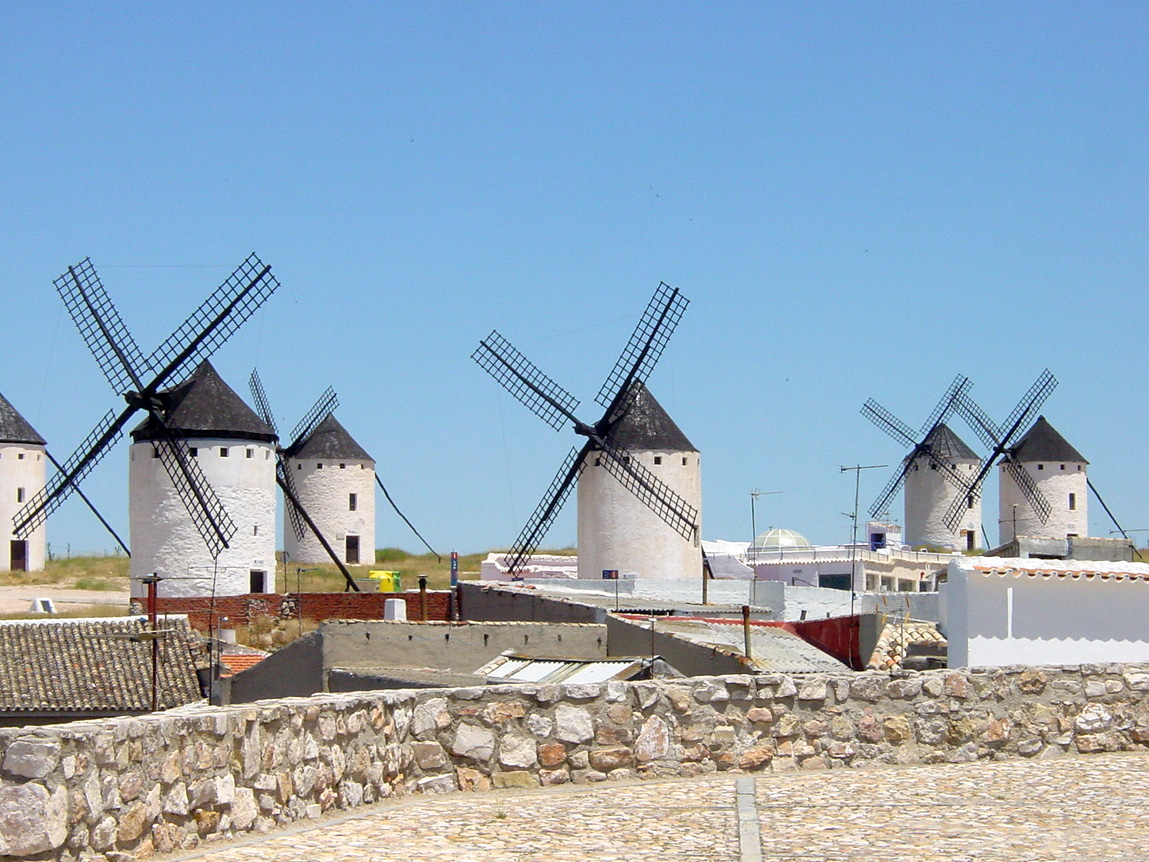
Ветряные мельницы в Кампо-де-Криптано.

## Гастрономия
В Кастилия-Ла-Манче производится наиболее известный за пределами Испании сыр — «ламанчский» — манчего.